# Arkia
Arkia, denominata ufficialmente come Arkia Israeli Airlines Ltd (in ebraico ארקיע‎?, salirò, in arabo خطوط أركيا‎?), è una compagnia aerea israeliana. La sede principale si trova presso l'Aeroporto di Tel Aviv-Sde-Dov. È la seconda maggiore compagnia aerea israeliana, effettua voli di linea nazionali ed internazionali nonché voli charter per destinazioni in Europa occidentale e sul Mediterraneo. La compagnia ha hub presso l'Aeroporto di Eilat e presso l'Aeroporto di Ovda.

## Storia
Arkia venne fondata nel 1949 come Israel Inland Airlines quando divenne chiaro che c'era la domanda di una compagnia aerea locale che collegasse Tel Aviv con diverse regioni dell'allora nuovo stato di Israele, in particolare con Eilat, importante porto marittimo israeliano situato nel Golfo di Aqaba I voli iniziarono nel 1950 con dei De Havilland DH.89, seguiti dai Douglas DC-3, per interconnettere le principali città israeliane, da Rosh Pina, nel nord, verso il porto di Eilat, nel sud. La compagnia aerea successivamente adottò il nome attuale di Arkia Israel Airlines. . Nel suo primo anno in servizio, la Israel Inland Airlines trasportò 13.485 passeggeri, utilizzando un Curtiss C-46.
Durante gli anni 50, la compagnia aerea continuò a crescere, aggiornando la sua flotta con i più grandi Douglas DC-3 ed operando due voli al giorno sulla rotta Tel Aviv-Eilat.  Ciò permise ad Arkia di avere un numero annuale di passeggeri di oltre 70.000 passeggeri. Mentre Eilat continuava a crescere durante gli anni 60, così fece la compagnia aerea, introducendo gli HPR.7 Dart Herald nella sua flotta, tra il 1967 e il 1968, permettendo a Arkia di espandersi con nuove rotte verso Gerusalemme e Sharm-el-Sheikh. Una sussidiaria, Kanaf Arkia Airline, venne fondata quando Arkia acquisì il 50% delle azioni della compagnia aerea Kanaf Airlines, alla fine degli anni 60, con voli di linea regolari in Israele, da Rosh Pina ad Ofira.
Nel marzo del 1980, la sussidiaria Kanaf Arkia Airline acquistò le azioni di Arkia unendo le due compagnia aeree. La compagnia aerea crebbe rapidamente negli anni 80, spostandosi sul mercato internazionale charter.
Negli ultimi anni la compagnia aerea annunciò l'acquisto di due aeromobili Boeing 737 e quattro aeromobili Boeing 787 Dreamliner che sarebbero stati consegnati nel 2012. L'ordine per i 787 è stato spostato presso una sussidiaria di leasing di proprietà della MG Aviation e noleggiati a Norwegian Air Shuttle. L'ordine è stato sostituito con 4 Airbus A330-900.

## Flotta

### Flotta attuale

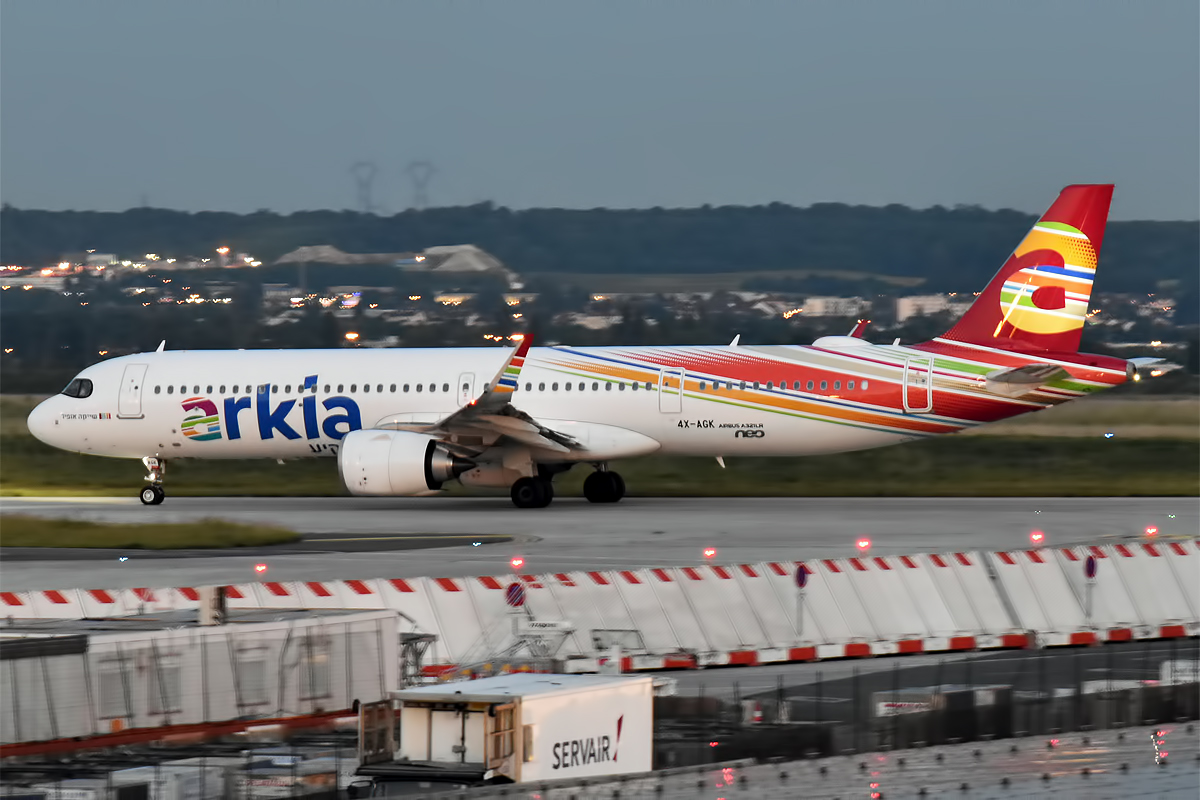
Un Airbus A321neo LR.

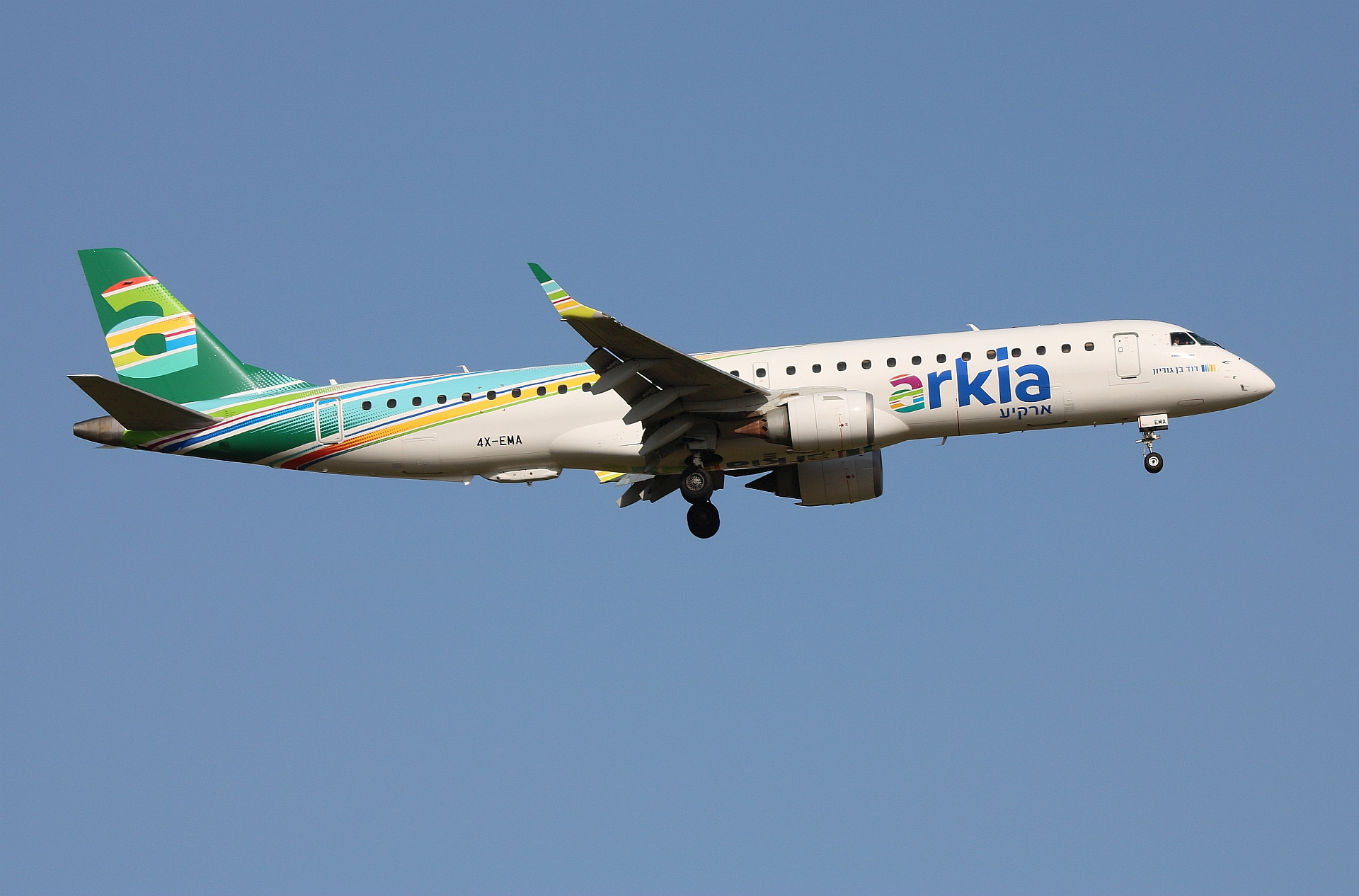
Un Embraer E-195.

Ad aprile 2024, la flotta di Arkia è composta dai seguenti aeromobili:

### Flotta storica

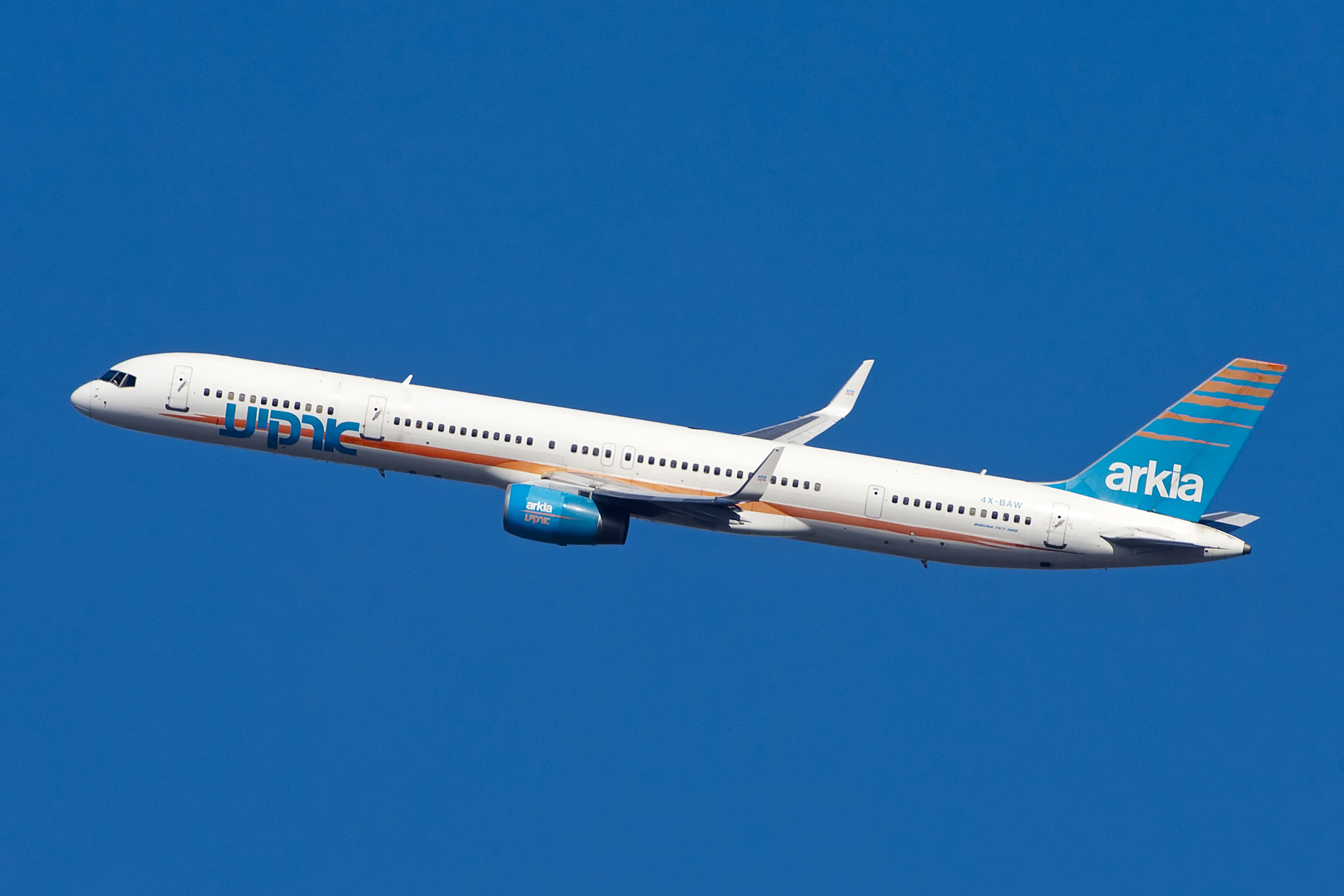
Un Boeing 757-300.

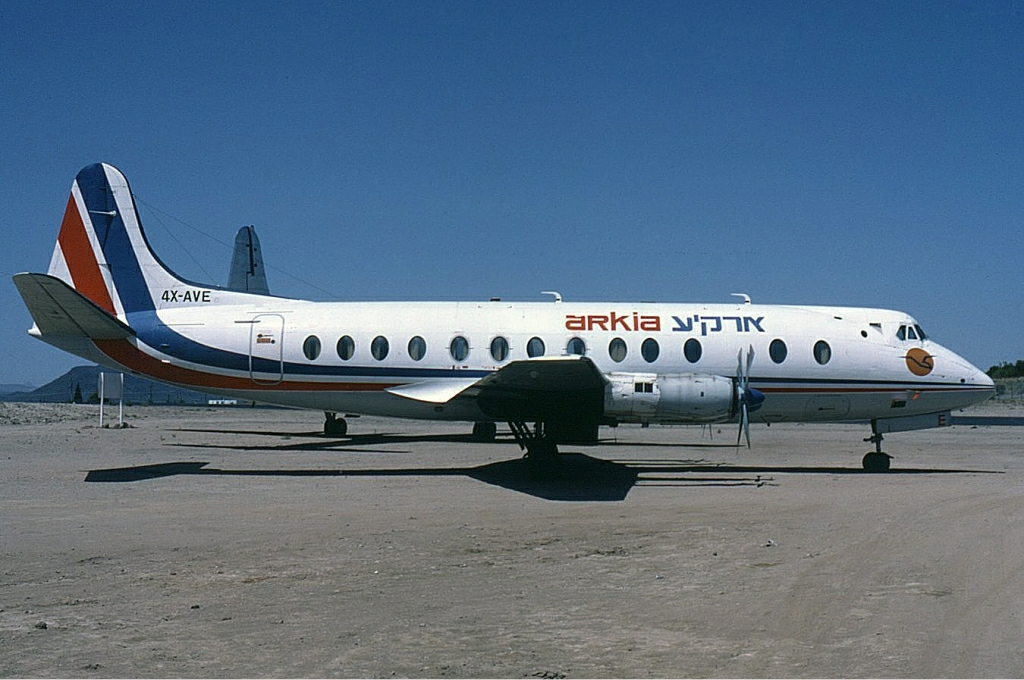
Un Vickers Viscount.

Nel corso degli anni, Arkia ha operato con i seguenti aeromobili: